# Kokogllavegruvan
Kokogllavegruvan är en stor gruva i sydöstra Albanien i Korçë prefektur, 114 km sydost om huvudstaden Tirana. I Kokogllave finns den största nickelreserven i Albanien och har uppskattade reserver på 30 miljoner ton malm med 1,3 procent nickel.